# Вісник і К
«Вісник і К» — всеукраїнська інформаційно-аналітична газета. Виходить один раз на тиждень, у четвер.
Заснований 25 квітня 1996 року, сьогодні «Вісник і К» провідне громадсько-політичне видання Волинській області. Великий тираж і різноплановість газети дають можливість охопити значну частину населення західного регіону. Читацька аудиторія охоплює практично всі вікові категорії населення. Освіта читачів в основному середня спеціальна (43 ) і вища (47 ).
«Вісник» виходить раз на тиждень по четвергам разовим тиражем 100 тисяч примірників. З них близько 70 % розповсюджуються по передплаті, 30 % надходить в роздрібну торговельну мережу.
Основні рубрики: «У світі», «Події в Україні», «Регіони», «Інтерв'ю», «Спорт», «Цікаві факти», «Невигадана історія».
У 2006 році за підсумками загальнодержавного конкурсу, який проводився Національною спілкою журналістів України, тижневик визнано найкращою регіональною газетою України. Окрім того, лауреатами різних премій і номінацій стали працівники редакції: завідувачка відділу листів «Вісника і К» Мирослава Косьміна виборола перемогу в обласному конкурсі «Журналістська надія» імені Григора Мацерука. Ольга Жарчинська та Кость Гарбарчук стали лауреатами обласного 

конкурсу «Любіть Україну»
У газеті 25ст.
У газеті публікуються Петро Кравчук, Микола Шмигін та інші.